# Graeme Walton
Graeme Walton (* 17. Juni 1982 in Belfast, Nordirland) ist ein britischer Eishockeyspieler, der seit 2003 bei den Belfast Giants in der Elite Ice Hockey League unter Vertrag steht.

## Karriere
Graeme Walton begann seine Karriere als Eishockeyspieler in seiner Heimatstadt bei den Belfast Giants, für deren Profimannschaft er in der Saison 2003/04 sein Debüt in der Elite Ice Hockey League gab. In seinem Rookiejahr gab der Verteidiger in insgesamt 47 Spielen vier Vorlagen und erhielt 28 Strafminuten. In den folgenden Jahren wurde der Rechtsschütze zu einer festen Größe in seinem Team und erreichte mit Belfast bislang in jeder Spielzeit die Playoffs. Zudem gewann er mit den Giants in der Saison 2005/06 die Hauptrunde sowie 2009 den EIHL Challenge Cup. 2010 gewann er mit Belfast die EIHL-Playoffs.

### International
Für die britische Eishockeynationalmannschaft nahm Walton an den B-Weltmeisterschaften 2007, 2008 und 2009 teil. Zudem stand er im Aufgebot Großbritanniens beim Qualifikationsturnier für die Olympischen Winterspiele 2010 in Vancouver.

## Erfolge und Auszeichnungen
- 2006 EIHL-Meister mit den Belfast Giants
- 2009 EIHL-Challenge-Cup-Gewinn mit den Belfast Giants
- 2010 EIHL-Playoff-Meister mit den Belfast Giants

## EIHL-Statistik
(Stand: Ende der Saison 2011/12)